# Ioana Baciu
Ioana Maria Baciu (* 4. Januar 1990) ist eine rumänische Volleyballspielerin.

## Karriere
Baciu begann ihre Karriere 2006 bei CS Târgu Mureș. 2010 gab sie ihr Debüt in der rumänischen Volleyballnationalmannschaft. Im folgenden Jahr wechselte sie zu Dinamo Bukarest. Mit dem Verein gewann sie 2012 den nationalen Pokal. 2014 ging sie zu CS Știința Bacău Gleich in der ersten Saison mit Bacău wurde sie rumänische Meisterin. Mit der Nationalmannschaft nahm sie an der Europameisterschaft 2015 teil, bei der sie in der Vorrunde u. a. gegen die deutsche Mannschaft spielte. 2016 wurde Baciu vom deutschen Bundesligisten Ladies in Black Aachen verpflichtet. Mit dem Verein erreichte sie im DVV-Pokal und in den Bundesliga-Playoffs jeweils das Viertelfinale. Nach der Saison kehrte sie zurück in ihr Heimatland, wo sie für CSM Bukarest spielt.